# Another World (album, Brian May)
Another World je druhé sólové studiové album britského rockového kytaristy skupiny Queen Briana Maye. Ve Spojeném království bylo vydáno 1. června 1998, dne 15. září 1998 pak i v USA.

## Pozadí

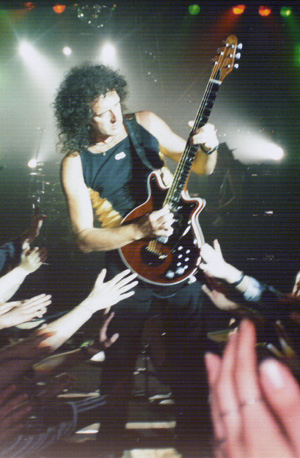
Brian May na turné k albu se svou sólovou skupinou v roce 1998

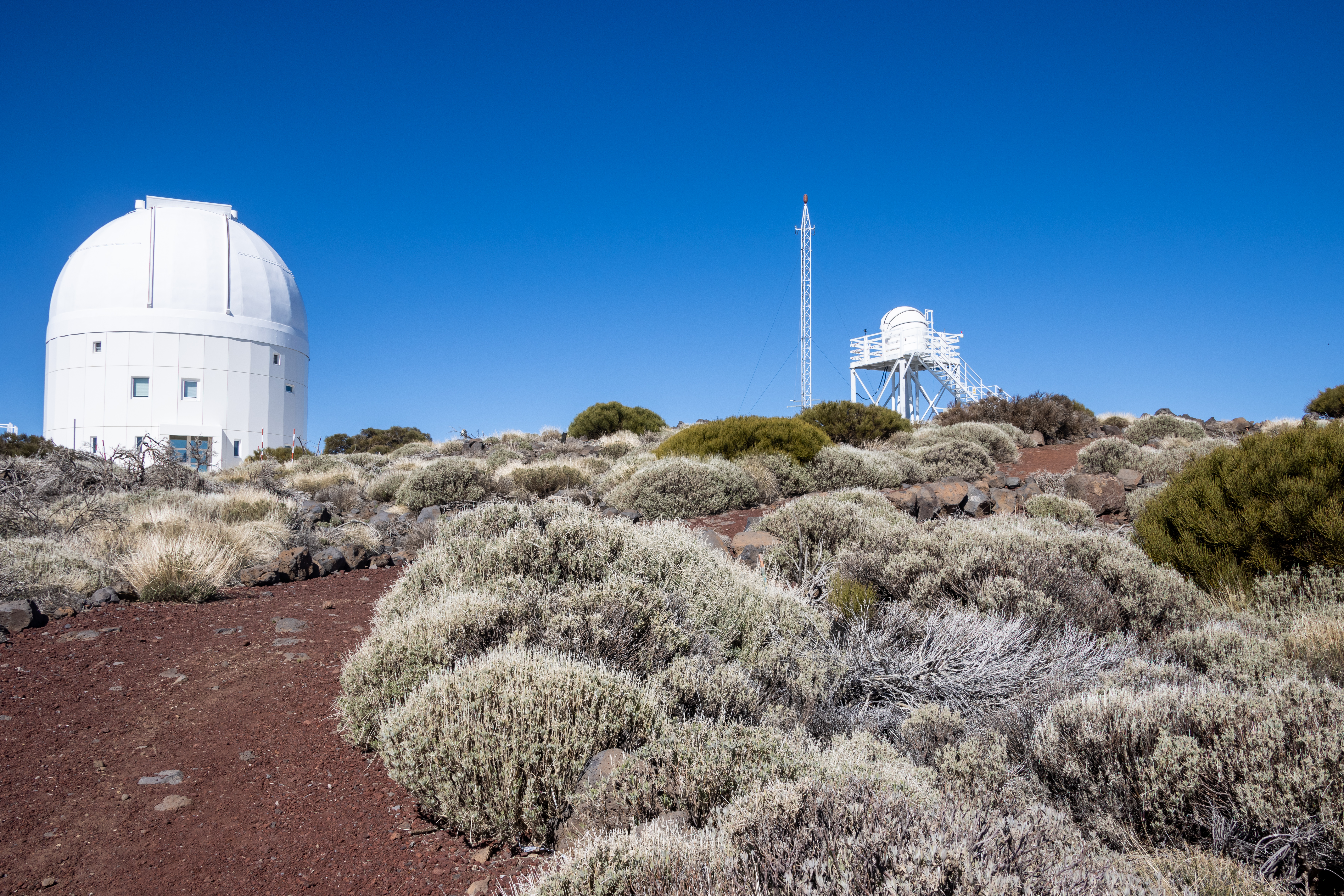
Observatoř Teide na ostrově Tenerife, kde May v roce 2022 natočil videoklip k titulní písni alba

Sólový projekt, ze kterého vzešlo toto album, byl původně zamýšlen jako sbírka coververzí, kterými chtěl May vyjádřit poctu ostatním hudebníkům. Pro album byla původně napsaná i píseň „No-One but You (Only the Good Die Young)“ jako pocta Freddiemu Mercurymu. May se však vzhledem ke stylu a symbolice písně rozhodl ji nahrát s Rogerem Taylorem a Johnem Deaconem a vydat na kompilačním albu Queen s názvem Queen Rocks z roku 1997. Po tomto kroku tak od tohoto nápadu definitivně upustil, na albu nicméně stále několik coververzí vyšlo.
V roce 1998 se k albu konalo turné Mayovy sólové kapely The Brian May Band.

## Znovuvydání
Album bylo remasterováno a znovuvydáno dne 22. dubna 2022 v rámci série Brian May Gold Series, stejně jako o rok dříve i Mayovo předchozí sólové album Back to the Light. Spolu s albem byl znovuvydán také první singl z tohoto alba „On My Way Up“.
U této příležitosti byly natočeny i dva nové videoklipy, a to k písním „Another World“ a „On My Way Up“.

## Seznam skladeb
| Originální vydání z roku 1998 | Originální vydání z roku 1998 | Originální vydání z roku 1998 | Originální vydání z roku 1998 |
| Pořadí                        | Název                         | Autor                         | Délka                         |
| ----------------------------- | ----------------------------- | ----------------------------- | ----------------------------- |
| 1.                            | „Space“                       | Brian May                     | 0:47                          |
| 2.                            | „Business“                    | May                           | 5:07                          |
| 3.                            | „China Belle“                 | May                           | 4:01                          |
| 4.                            | „Why Don't We Try Again“      | May                           | 5:24                          |
| 5.                            | „On My Way Up“                | May                           | 2:57                          |
| 6.                            | „Cyborg“                      | May                           | 3:54                          |
| 7.                            | „The Guv'nor“                 | May                           | 4:13                          |
| 8.                            | „Wilderness“                  | May                           | 4:52                          |
| 9.                            | „Slow Down“                   | Larry Williams                | 4:18                          |
| 10.                           | „One Rainy Wish“              | Jimi Hendrix                  | 4:05                          |
| 11.                           | „All the Way from Memphis“    | Ian Hunter                    | 5:16                          |
| 12.                           | „Another World“               | May                           | 7:30                          |

| Bonusové písně na japonském vydání | Bonusové písně na japonském vydání | Bonusové písně na japonském vydání | Bonusové písně na japonském vydání |
| Pořadí                             | Název                              | Autor                              | Délka                              |
| ---------------------------------- | ---------------------------------- | ---------------------------------- | ---------------------------------- |
| 13.                                | „F.B.I.“                           | Hank Marvin                        | 3:11                               |
| 14.                                | „Hot Patootie“                     | Richard O'Brien                    | 3:20                               |

| Písně na bonusovém disku Another Disc při znovuvydání v roce 2022 | Písně na bonusovém disku Another Disc při znovuvydání v roce 2022 | Písně na bonusovém disku Another Disc při znovuvydání v roce 2022 | Písně na bonusovém disku Another Disc při znovuvydání v roce 2022 |
| Pořadí                                                            | Název                                                             | Autor                                                             | Délka                                                             |
| ----------------------------------------------------------------- | ----------------------------------------------------------------- | ----------------------------------------------------------------- | ----------------------------------------------------------------- |
| 1.                                                                | „Brian Talks“ (mluvené slovo)                                     | May                                                               | 1:15                                                              |
| 2.                                                                | „Business“ (Rock on Cozy Mix)                                     | May                                                               | 4:41                                                              |
| 3.                                                                | „Hot Patootie“                                                    | O'Brien                                                           | 3:22                                                              |
| 4.                                                                | „F.B.I.“ (Original Rough Mix with Real Bass And Drums)            | Marvin                                                            | 3:19                                                              |
| 5.                                                                | „Maybe Baby“                                                      | Buddy Holly, Norman Petty                                         | 2:13                                                              |
| 6.                                                                | „Only Make Believe“                                               | Conway Twitty, Jack Nance                                         | 2:39                                                              |
| 7.                                                                | „Otro Lugar“ (verze „Another World“ nazpívaná ve španělštině)     | May                                                               | 4:07                                                              |
| 8.                                                                | „Cyborg“ (instrumentální verze)                                   | May                                                               | 3:30                                                              |
| 9.                                                                | „Business Stings“                                                 | May                                                               | 2:15                                                              |
| 10.                                                               | „I'll Be Prayin'“                                                 | May                                                               | 1:09                                                              |
| 11.                                                               | „On My Way Up“ (kytarová verze)                                   | May                                                               | 1:24                                                              |
| 12.                                                               | „The Last Great Optimist“                                         | May                                                               | 0:54                                                              |
| 13.                                                               | „On My Way Up“ (živě v Paříži, červen 1998)                       | May                                                               | 8:05                                                              |
| 14.                                                               | „Hammer to Fall“ (živě v Paříži, červen 1998)                     | May (Queen)                                                       | 9:11                                                              |
| 15.                                                               | „My Boy“                                                          | May                                                               | 2:07                                                              |

### Singly
Singly z alba Another World

1. „On My Way Up“
Vydáno: 1998
2. „Business“
Vydáno: 1998
3. „Why Don't We Try Again“
Vydáno: 1998
4. „Another World“
Vydáno: 1998